# Ossicodone
L'ossicodone (commercializzato in Italia e in vari paesi del mondo come OxyContinTM nella versione a rilascio prolungato, e nella versione a rilascio immediato in associazione al paracetamolo, in Italia come DepalgosTM e negli Stati Uniti PercocetTM) è un farmaco appartenente alla classe degli oppioidi, di cui è agonista puro e forte. L'ossicodone è uno degli antidolorifici oppioidi più diffusi al mondo nonché uno dei più utilizzati per le cure palliative nei casi di dolore cronico ed episodico. Appartenente al gruppo dei fenantreni, l'ossicodone è ampiamente impiegato nei pazienti oncologici. In generale, è prescritto ai pazienti di almeno 18-20 anni che richiedono un trattamento preventivo e/o sintomatico del dolore da moderato a grave.
L'ossicodone è sintetizzato a partire dalla tebaina e possiede una potenza simile alla morfina, più o meno potente a seconda della formulazione. Il farmaco produce il metabolita ossimorfone (al 15%), potente circa 10 volte la morfina. In Nord America esistono medicinali a base di ossimorfone (Opana, Opana ER) con dosaggio fino a 40 mg; quest'ultimo dosaggio presenta un'equianalgesia, indicativamente, pari a 400 mg di morfina. Si tratta di un metabolita attivo ed estremamente potente contro il dolore.
L'ossicodone, invece, ha un effetto analgesico con rapporto 2:3 o 1:2 con la morfina. Ciò significa che se assunto per via orale, 20 mg di ossicodone a rilascio immediato equivalgono, circa, a 30 mg di morfina, sempre a rilascio immediato. La formulazione a rilascio prolungato, invece, è considerata più potente, poiché l'ossicodone risulta più stabile per le 12 ore su cui il principio attivo viene distribuito, con 20 mg di ossicodone equivalenti a 40 mg di morfina. Tuttavia, se comparate le soluzioni orali per l'assunzione via endovenosa, la morfina risulta leggermente più potente dell'ossicodone.
La formulazione orale è in genere prescritta per il sollievo del dolore da moderato a grave. L'ossicodone, come molti oppiacei, crea stitichezza, motivo per cui a bassi dosaggi può essere utilizzato contro sintomi gravi della diarrea. È inoltre formulato sia come unico principio attivo o in associazione con altri farmaci. È disponibile, in Italia, in associazione con paracetamolo (Depalgos, 5-10-20 mg + 325 mg di Paracetamolo) e naloxone (Targin, 5-10-20-40 mg + 1:2 in rapporto di naloxone). Negli Stati Uniti (U.S.A. è anche disponibile la combinazione tra ossicodone e ibuprofene (Combunox) e tra ossicodone e aspirina (Percodan).
Viene impiegato clinicamente per la prima volta nel 1917 in Germania e messo in commercio negli Stati Uniti nel 1939. La sua scoperta è nata dalla necessità di trovare una soluzione meno pericolosa dell'eroina. Fa parte quindi dei nuovi oppioidi semi-sintetici studiati per migliorare quelli al tempo già esistenti: morfina, diacetilmorfina (eroina) e codeina.

## Storia
Martin Freund ed Edmund Speyer della Università di Francoforte sintetizzarono, nel 1916, l'ossicodone dalla tebaina. Pochi anni dopo la società farmaceutica tedesca Bayer cessò la produzione di massa dell'eroina per la dipendenza che comportava. Confidavano che un farmaco derivato dalla tebaina potesse mantenere l'effetto analgesico della morfina e dell'eroina con minor effetto di dipendenza. In qualche misura questo è stato raggiunto: preparazioni a lento rilascio di ossicodone non hanno effetto immediato, al contrario dell'eroina e della morfina, e hanno un'emivita decisamente maggiore. Non si può dire lo stesso delle soluzioni endovenose, che hanno emivita minore sia dell'eroina sia della morfina, per quanto non producano il rush euforico tipico degli oppiacei.
Il primo utilizzo clinico del farmaco è stato documentato nel 1917. Venne introdotto nel mercato degli Stati Uniti nel maggio 1939.
L'International Narcotics Control Board stima che 11,5 tonnellate di ossicodone siano state prodotte in tutto il mondo nel 1998, con una crescita a 75,2 tonnellate nel 2007. Di tutti i paesi, gli Stati Uniti avevano il più alto consumo totale di ossicodone nel 2007 (82% del totale mondiale di 51,6 tonnellate) e inoltre il più alto consumo pro capite, seguiti da Canada, Danimarca, Australia e Norvegia.

## Chimica
Il composto chimico ossicodone è derivato dalla codeina, conservando una struttura chimica molto simile a quest'ultima.
- L'ossicodone ha un gruppo idrossile al carbonio-14 (la codeina, in tale posizione, possiede un atomo di idrogeno); da ciò il nome ossi-codone.
- L'ossicodone ha una funzione di 7,8-diidro, mentre la codeina ha un doppio legame tra i due atomi di carbonio.
- L'ossicodone ha un gruppo carbonile (caratteristico dei chetoni) al posto del gruppo idrossile della codeina, da qui deriva il suffisso "-one".
- È inoltre simile all'idrocodone, diverso per un gruppo ossidrilico al carbonio-14.[7]

### Biosintesi
In termini di biosintesi, l'ossicodone si trova naturalmente negli estratti di nettare della famiglia delle orchidee Epipactis helleborine ; insieme ad un altro oppioide: 3- {2- {3- {3-benzilossipropil} -3-indolo, 7,8-dideidro- 4,5-epossi-3,6-d-morfinano.

## Farmacocinetica

### Assorbimento
Dopo una dose di ossicodone cloridrato a pronto rilascio per via orale, i picchi plasmatici del farmaco vengono raggiunti in circa un'ora; dopo una dose orale di una formulazione a rilascio prolungato, i livelli plasmatici di picco di ossicodone si verificano in circa tre ore.

### Distribuzione
L'ossicodone nel sangue si distribuisce nella muscolatura scheletrica, nel fegato, nel tratto intestinale, nei polmoni, nella milza e nel cervello. Preparazioni di ossicodone cloridrato a pronto rilascio riducono il dolore entro 10-15 minuti, mentre le preparazioni a lento rilascio incominciano a ridurre il dolore entro un'ora dalla somministrazione.

### Metabolismo
A differenza della morfina e dell'idromorfone, l'ossicodone è metabolizzato nel fegato dal citocromo P450. Alcune persone sono metabolizzatori rapidi con conseguente riduzione dell'effetto analgesico, ma con l'aumento degli effetti avversi, mentre altri sono metabolizzatori lenti con conseguente aumento della tossicità senza analgesia migliorata. La dose deve essere ridotta nei pazienti con ridotta funzionalità epatica e renale.

### Eliminazione
La clearance dell'ossicodone è di 0,8 L / min.  L'ossicodone e i suoi metaboliti vengono escreti principalmente nelle urine. Pertanto, l'ossicodone tende ad accumularsi nei pazienti con insufficienza renale. L'ossicodone viene eliminato immodificato nelle urine il 10%, mentre il 45% ± 21% viene eliminato attraverso metaboliti N- demetilati, l'11 ± 6% attraverso metaboliti O- demetilati e il 8 % ± 6% come metaboliti 6-cheto-ridotti.

## Farmacodinamica
L'ossicodone è un oppiaceo semisintetico agonista altamente selettivo per il recettore μ-oppioide (MOR). Questo recettore è il principale bersaglio biologico del neuropeptide endogeno oppioide β-endorfina. L'ossicodone ha una bassa affinità per il recettore δ-oppioide (DOR) e per il recettore κ-oppioide (KOR), per i quali è un agonista. Dopo che l'ossicodone si lega al MOR, viene rilasciata una proteina G, che inibisce il rilascio di neurotrasmettitori cellulari e diminuisce la produzione di cAMP, chiudendo i canali del calcio e aprendo i canali del potassio. Si ritiene che gli oppioidi come l'ossicodone producano i loro effetti analgesici tramite l'attivazione del MOR nel mesencefalo periacqueduttale e nel midollo rostrale ventromediale (RVM). La dipendenza viene causata dall'attivazione del percorso mesolimbico della ricompensa, inclusa l'area tegmentale ventrale, il nucleo accumbens e il nucleo pallido ventrale.

### Recettore κ per gli oppioidi
Un gruppo di ricercatori australiani ha proposto (sulla base di uno studio del 1997 effettuato sui topi) che l'ossicodone, a differenza della morfina (il cui effetto è mediato da recettori oppioidi μ), agisca sui recettori oppioidi κ. Ulteriori ricerche da questo gruppo indicano che il farmaco sembra essere un agonista oppioide κ2b. Tuttavia, questa teoria è stata contestata, in primo luogo sulla base del fatto che l'ossicodone produce effetti tipici degli μ-oppioidi agonisti.
La ricerca del 2006 di un gruppo giapponese suggerisce invece che l'effetto dell'ossicodone sia mediato da recettori diversi in situazioni diverse. In particolare, nei topi con diabete. Il recettore degli oppioidi κ sembra essere coinvolto nell'effetto antinocicettivo dell'ossicodone, mentre nei topi non diabetici i recettori oppioidi μ1 sembrano essere i primi responsabili di questo effetto.

### Interazioni
L'ossicodone viene metabolizzato dagli enzimi CYP3A4 e CYP2D6 e quindi la sua clearance viene alterata dagli inibitori e dagli induttori di questi enzimi, rispettivamente aumentando e diminuendo l'emivita. Anche la naturale variazione genetica di questi enzimi può influenzare la clearance dell'ossicodone.
Il Ritonavir e l'associazione lopinavir / ritonavir aumentano notevolmente le concentrazioni plasmatiche di ossicodone in volontari umani sani, perché causano l'inibizione di CYP3A4 e CYP2D6. La rifampicina riduce notevolmente le concentrazioni plasmatiche di ossicodone a causa della forte induzione del CYP3A4.

## Usi medici

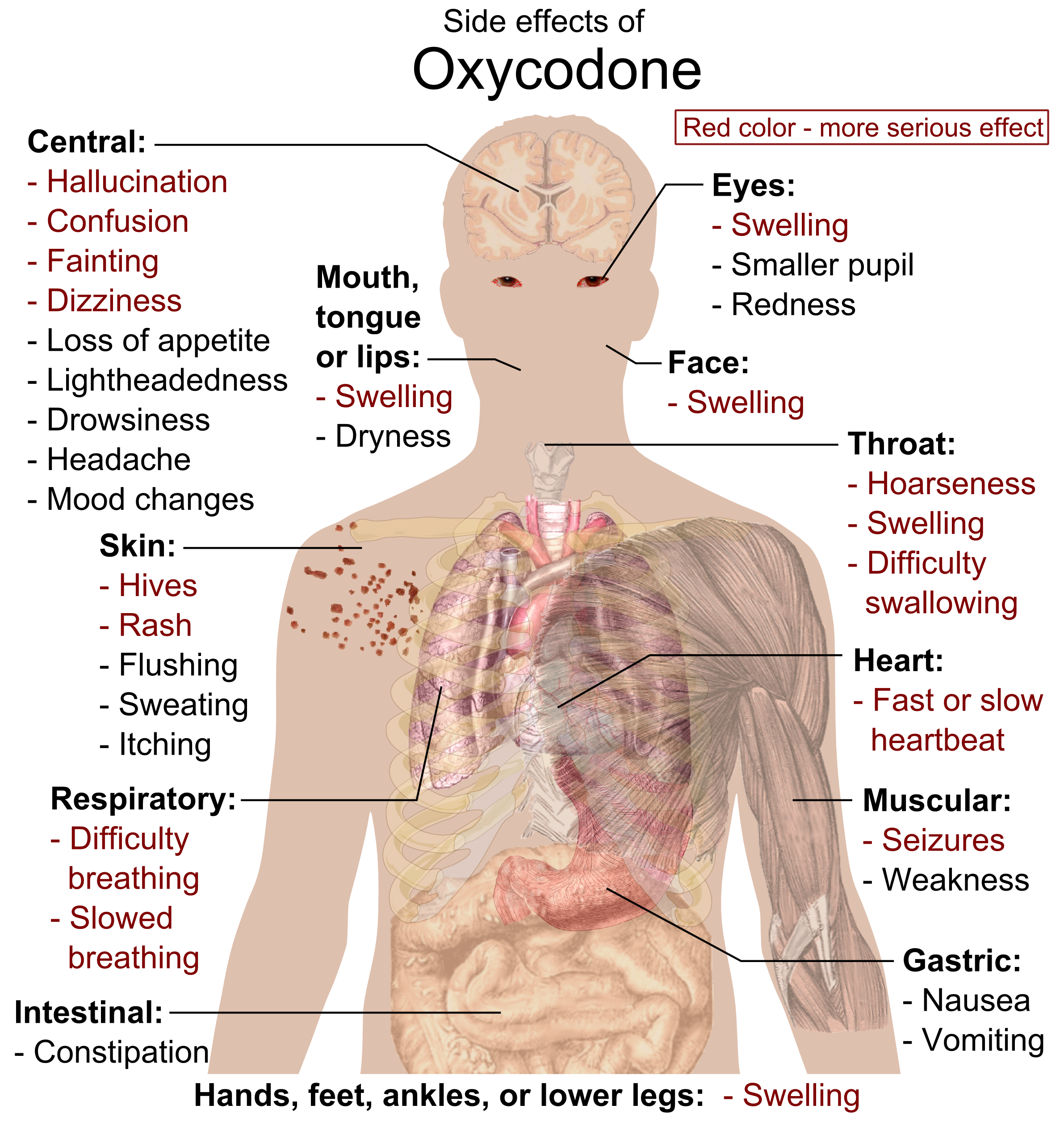
Effetti collaterali dell'ossicodone

L'ossicodone viene utilizzato per la gestione del dolore acuto o cronico da moderato a grave quando gli altri trattamenti non risultano efficaci. L'ossicodone è disponibile sotto forma di compresse a rilascio controllato, da assumere ogni 12 ore. L'ossicodone ha una potenza simile alla morfina, (leggermente più debole se somministrato per via endovenosa/intramuscolare). Negli anni duemila, uno studio italiano ha scoperto che l'ossicodone a rilascio controllato permette la gestione del dolore da cancro comportando effetti collaterali minori rispetto alla morfina. I ricercatori italiani attestano che l'ossicodone è una valida alternativa alla morfina e un trattamento di prima linea per il dolore oncologico. L'efficacia dell'ossicodone a rilascio controllato è paragonabile all'ossicodone a rilascio immediato, alla morfina e all'idromorfone. Bassi dosaggi sono utilizzati per la terapia sintomatica della diarrea.
Attualmente l'ossicodone è formulato come unico principio attivo o in associazione con altri farmaci, come il paracetamolo (nome commerciale Depalgos). Come tutti gli altri oppioidi, l'ossicodone può indurre tolleranza e dipendenza.
I farmaci contenenti ossicodone sono commercializzati singolarmente come Oxycontin in dosaggi da 5 fino 80 mg. Depalgos è un'associazione di ossicodone dosaggi 5, 10, 20 mg e 325 mg di paracetamolo. Il Vicodin invece contiene idrocodone che è molto più leggero, insieme al paracetamolo. Targin è invece un'associazione di ossicodone da 5, 10, 20, 40, 60 e 80 mg e di Naloxone, un antagonista dei recettori degli oppioidi, combinazione sviluppata per superare gli effetti collaterali a livello gastrointestinale dell'ossicodone, riducendo inoltre anche eventuali episodi di dipendenza.

### Dosaggio e somministrazione
L'ossicodone può essere somministrato per via orale, intranasale, per iniezione endovenosa/intramuscolare/sottocutanea o per via rettale. La biodisponibilità della somministrazione orale è in media del 60-87%. La somministrazione rettale produce gli stessi risultati mentre quella intranasale varia tra individui con una media del 46%.
L'ossicodone, quando viene somministrato per via orale, è circa 1,5-2 volte più potente della morfina. Tuttavia, 10–15 mg di ossicodone producono un effetto analgesico simile a 10 mg di morfina quando viene somministrato per via intramuscolare. Pertanto, come dose parenterale, la morfina è di circa il 50% più potente dell'ossicodone.
Non ci sono prove comparative che mostrano che l'ossicodone sia più efficace di qualsiasi altro oppioide. Nelle cure palliative la morfina rimane il gold standard, tuttavia, l'ossicodone può essere utile come un oppiaceo alternativo se un paziente ha fastidiosi effetti collaterali con la morfina o altri oppioidi. Una dose di ossicodone è potente circa un quinto dell'equivalente in metadone.

### Effetti avversi
Gli effetti collaterali comuni dell'ossicodone includono costipazione (23%), nausea (23%), vomito (12%), sonnolenza (23%), vertigini (13%), prurito (13%), secchezza delle fauci (6% ) e sudorazione (5%). Altri effetti comuni riportati sono perdita di memoria, affaticamento, mal di testa e ansia. Alcuni pazienti hanno anche riferito occhi arrossati, allucinazioni, confusione ed eruzioni cutanee. Sono stati anche riportati disturbi visivi dovuti alla miosi. Gli effetti collaterali meno comuni (sperimentati da meno del 5% dei pazienti) includono perdita di appetito, nervosismo, dolori addominali, diarrea, ritenzione urinaria, dispnea e singhiozzo. Gli effetti collaterali più gravi dell'ossicodone sono una ridotta sensibilità al dolore, euforia, ansiolisi e depressione respiratoria. La maggior parte degli effetti collaterali diventa meno intensa nel tempo, anche se spesso i problemi di costipazione continuano per tutta la durata dell'uso.
Raramente il farmaco può causare impotenza, aumento di volume della prostata e una diminuzione della secrezione di testosterone. Rispetto alla morfina, l'ossicodone causa meno depressione respiratoria, sedazione, prurito, nausea ed euforia. Come risultato, è generalmente meglio tollerato rispetto alla morfina.
In caso di sovradosaggio o in pazienti non tolleranti agli oppiacei, l'ossicodone può causare respirazione superficiale, bradicardia, freddo, pelle umida, apnea, ipotensione, miosi (costrizione pupilla), collasso circolatorio, arresto respiratorio e morte.

#### Dipendenza e interruzione
I pazienti dipendenti fisicamente dall'ossicodone hanno alto rischio di manifestare sintomi di astinenza  quando interrompono bruscamente l'assunzione del farmaco. Per questo quando il farmaco è stato assunto per un periodo prolungato, viene sospeso gradualmente. Le persone che usano regolarmente l'ossicodone a scopo ricreativo o a dosi superiori a quelle prescritte corrono un rischio maggiore di incorrere in gravi sintomi di astinenza. I sintomi di astinenza da ossicodone, come nel caso degli altri oppioidi, possono includere ansia, attacchi di panico, nausea, insonnia, dolori muscolari, debolezza muscolare, febbre e altri sintomi simil-influenzali.
Sono stati segnalati sintomi da astinenza anche nei neonati le cui madri avevano assunto ossicodone durante la gravidanza.

## Abuso di ossicodone e OxyContin
Come tutti gli altri oppioidi, l'ossicodone induce tolleranza e dipendenza. L'ossicodone è noto per essere uno dei farmaci più abusati nel mondo al giorno d'oggi. Il fenomeno di abuso è cresciuto esponenzialmente dalla fine degli anni '90. In questi anni fu commercializzato negli Stati Uniti l'OxyContin, brevettato dalla casa farmaceutica Purdue Pharma, di proprietà della famiglia Sackler. Questa stessa famiglia è anche proprietaria della MundiPharma, azienda farmaceutica che opera in vari paesi come Africa, Asia, Canada, America Latina ed Europa, tra cui l'Italia, in cui commercializza l'OxyContin e il Targin, ed è stata fondata da Mortimer e Raymond Sackler.
Il farmaco, presentato ai medici come "una miracolosa cura a ogni genere di dolore, senza pericolo di dipendenza", fu ampiamente prescritto tra la fine degli anni '90 e l'inizio degli anni 2000 per le più varie patologie che provocassero dolore da lievemente moderato a molto grave. In breve tempo centinaia di migliaia di statunitensi divennero dipendenti dall'OxyContin.
L'esponenziale abuso era un fenomeno ben noto dalla Purdue Pharma, da ancor prima che la DEA cominciasse ad indagarvici. Anziché prendere provvedimenti, la Purdue Pharma sfruttò a proprio vantaggio l'elevato tasso di tossicodipendenti per incrementare il fatturato, proseguendo per oltre un decennio un'aggressiva politica di promozione commerciale. Anche molte cliniche per la terapia del dolore in Nord America sfruttarono il fenomeno a proprio vantaggio. Moltissime cliniche adottarono la pratica del "doctor shopping", che consiste in senso lato nell'acquistare da medici privati delle prescrizioni originali per ottenere ossicodone e oppiacei in generale.
La Purdue Pharma è considerata la principale responsabile, assieme ad altre case farmaceutiche come Teva e Johnson & Johnson, della cosiddetta epidemia degli oppioidi. Nonostante il forte decremento delle prescrizioni negli ultimi 15 anni, l'epidemia negli Stati Uniti non dà nessun segno di arresto, con dati fortemente preoccupanti che, dal 2020, sono peggiorati anche a causa della grave condizione sociale dovuta alla pandemia di SARS-CoV-2.
Il farmaco causò direttamente (attraverso l'overdose) e indirettamente (costringendo i pazienti dipendenti a sostituirlo con altre droghe più pericolose, ma più economiche come l'eroina o il fentanyl) la morte di circa mezzo milione di statunitensi (al 2019). Nei 12 mesi tra aprile 2020 e 2021 negli Stati Uniti sono state registrate 100'000 vittime da overdose di oppiacei.  L'ossicodone, di per sé, non è considerato fatale, se assunto come da prescrizione. Tuttavia, oltre i 320 mg giornalieri può diventare pericoloso, soprattutto nei casi di abuso (attraverso inalazione o iniezione per via endovenosa) e quando associato ad altri farmaci, droghe o sostanze, come benzodiazepine, antidepressivi e alcool. In Italia l'abuso di ossicodone è di gran lunga meno preoccupante che in Nord America, ma rappresenta comunque il farmaco oppiaceo che ha causato il maggior numero di tossicodipendenti dal 2010 a oggi.